# Kanton Saint-Trivier-sur-Moignans
Der Kanton Saint-Trivier-sur-Moignans war bis 2015 ein französischer Wahlkreis im Département Ain in der Region Rhône-Alpes. Er umfasste 13 Gemeinden im Arrondissement Bourg-en-Bresse, sein Hauptort (frz.: chef-lieu) war Saint-Trivier-sur-Moignans.

## Gemeinden
| Gemeinde                   | Einwohner Jahr | Fläche km² | Bevölkerungsdichte | Code INSEE | Postleitzahl |
| -------------------------- | -------------- | ---------- | ------------------ | ---------- | ------------ |
| Ambérieux-en-Dombes        | 1.635 (2013)   | 15,9       | 103 Einw./km²      | 01005      | 01330        |
| Baneins                    | 573 (2013)     | 8,9        | 64 Einw./km²       | 01028      | 01990        |
| Chaleins                   | 1.199 (2013)   | 17,0       | 71 Einw./km²       | 01075      | 01480        |
| Chaneins                   | 847 (2013)     | 12,6       | 67 Einw./km²       | 01083      | 01990        |
| Fareins                    | 2.199 (2013)   | 8,2        | 268 Einw./km²      | 01157      | 01480        |
| Francheleins               | 1.482 (2013)   | 13,6       | 109 Einw./km²      | 01165      | 01090        |
| Lurcy                      | 403 (2013)     | 4,8        | 84 Einw./km²       | 01225      | 01090        |
| Messimy-sur-Saône          | 1.218 (2013)   | 6,0        | 203 Einw./km²      | 01243      | 01480        |
| Relevant                   | 471 (2013)     | 12,4       | 38 Einw./km²       | 01319      | 01990        |
| Sainte-Olive               | 294 (2013)     | 7,4        | 40 Einw./km²       | 01382      | 01330        |
| Saint-Trivier-sur-Moignans | 1.826 (2013)   | 42,0       | 43 Einw./km²       | 01389      | 01990        |
| Savigneux                  | 1.236 (2013)   | 14,8       | 84 Einw./km²       | 01398      | 01480        |
| Villeneuve                 | 1.421 (2013)   | 26,8       | 53 Einw./km²       | 01446      | 01480        |

## Einwohner
| Bevölkerungsentwicklung | Bevölkerungsentwicklung |
| Jahr                    | Einwohner               |
| ----------------------- | ----------------------- |
| 1962                    | 5771                    |
| 1968                    | 6197                    |
| 1975                    | 6425                    |
| 1982                    | 8017                    |
| 1990                    | 9793                    |
| 1999                    | 11.359                  |
| 2006                    | 13.477                  |
| 2011                    | 14.505                  |

## Politik
| Vertreter im conseil général des Départements | Vertreter im conseil général des Départements | Vertreter im conseil général des Départements |
| Amtszeit                                      | Name                                          | Partei                                        |
| --------------------------------------------- | --------------------------------------------- | --------------------------------------------- |
| 1976–2006                                     | Jean Vial                                     | UDF danach UMP                                |
| 2007–2008                                     | Ginette Frappé                                | DVD                                           |
| 2008–2015                                     | Christine Gonnu                               | PS                                            |